# Brigitte Merlano
Brigitte Merlano, född 29 april 1982, är en friidrottare från Colombia. Hon deltog vid olympiska sommarspelen 2012 och olympiska sommarspelen 2016.